# Ophiomyia penicillata
Ophiomyia penicillata är en tvåvingeart som beskrevs av Friedrich Georg Hendel 1920. Ophiomyia penicillata ingår i släktet Ophiomyia och familjen minerarflugor. Inga underarter finns listade i Catalogue of Life.